# Gatterhölzl

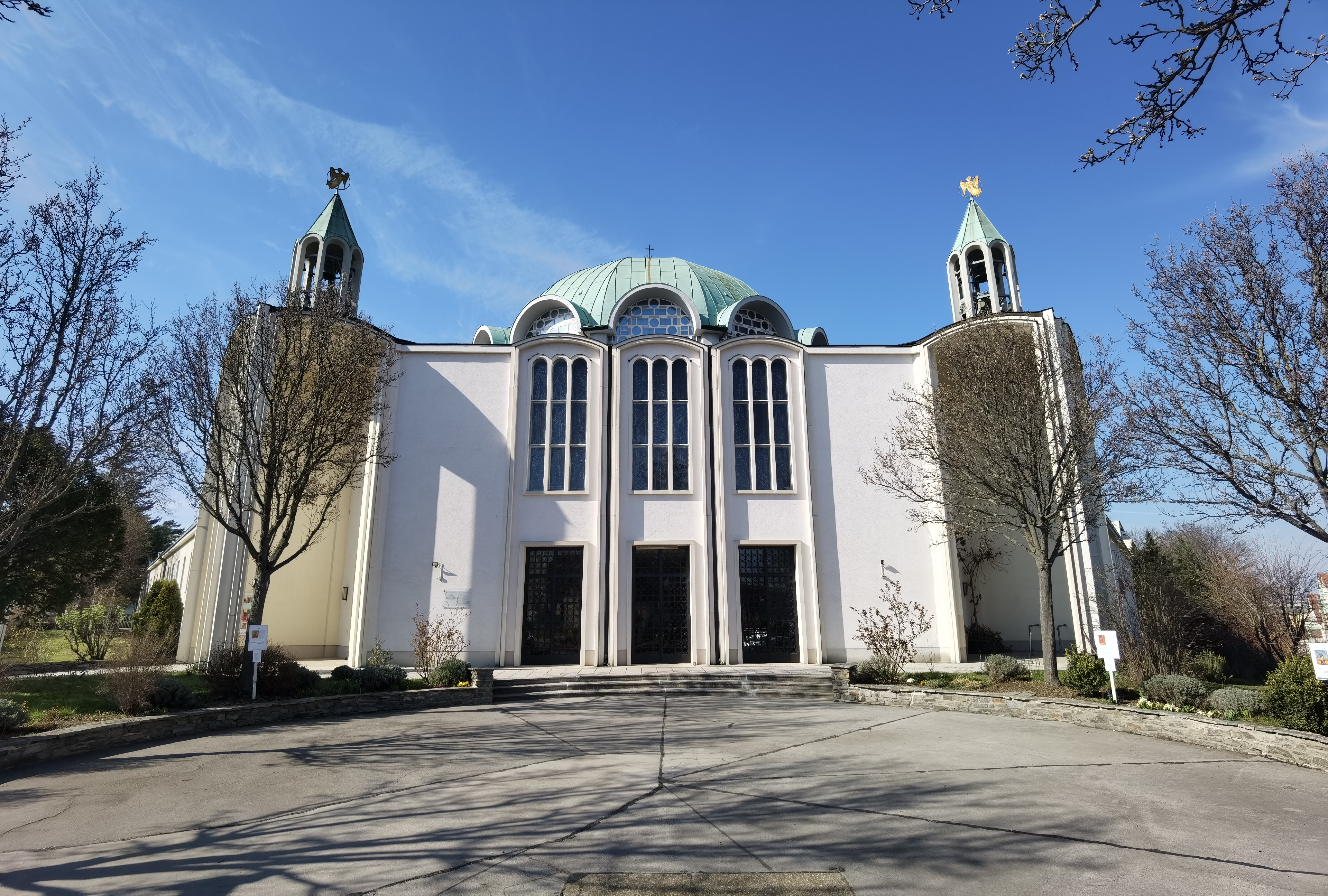
Kirche am Gatterhölzl

Gatterhölzl nennt sich die römisch-katholische Pfarre der Kirche zum hl. Klemens Maria Hofbauer in der Hohenbergstraße 42 in Wien-Meidling, die 1955 bis 1959 nach Plänen von Ladislaus Hruska erbaut wurde.

## Geschichte

Innenraum der Kirche

K.u.K. Kriegsspital IV mit „Russenkirche“ (1923)

„Russenkirche“ (1915)

Die Kirche und ihre Umgebung liegen auf der flachen Kuppe des Grünen Berges an der Bezirksgrenze von Meidling zu Hietzing, nahe dem Gelände von Schloss Schönbrunn. Der Name Gatterhölzl geht auf das mittelhochdeutsche Wort „chatte“ zurück, das das Gebäude eines „Kleinhäuslers“ ohne Eigengrund bezeichnete. Im Mittelalter war hier ein dichtes Waldgebiet mit einer „chattermühle“, so dass sich für die Gegend der Flurname Gatterhölzl einbürgerte. 1570 verschwand die Mühle, als in der Nähe, an der Stelle des heutigen Schlosses Schönbrunn, ein Jagdschloss namens Katterburg errichtet wurde. Auch ein Meierhof im Gatterhölzl ging Ende des 16. Jahrhunderts zugrunde.
Da das Waldgebiet als gefährlich galt, weil allerlei „zwielichtiges Gesindel“ hier sein Unwesen trieb, und das kaiserliche Schloss Schönbrunn in unmittelbarer Nähe lag, ließ Kaiser Joseph II. den Wald teilweise roden und lichten. 1830 entstand auf dem Grünen Berg die bekannte Vergnügungsstätte Tivoli mit einer Riesenrutschbahn, die wenig später in eine Meierei umgewandelt wurde und somit ein beliebtes Ausflugsziel der Wiener bildete.
Seit Mitte des 19. Jahrhunderts nahm die Besiedlung der Gegend zu und der einstige Wald verschwand. Bereits 1901 tauchten daher erste Pläne für eine Kirche auf, die die Pfarrkirche Meidling entlasten sollte. Während des Ersten Weltkrieges errichtete man zwischen der Meidlinger Trainkaserne und Schönbrunn ein Kriegsspital mit 39 Baracken und einer Notkirche nach Plänen von Julius Hirnschrodt. Die Kirche besaß eine Kuppel und wurde im Volksmund „Russenkirche“ genannt, da russische Kriegsgefangene bei der Errichtung mitgearbeitet hatten. Sie stand auf der anderen Seite der Hohenbergstraße, ungefähr gegenüber dem heutigen Kirchenbau.
Nach dem Krieg sollte das gesamte Kriegsspital mitsamt der Kirche abgerissen werden. Die Kirche wurde jedoch gerettet und mit zwei benachbarten Baracken umgebaut, damit sie als Seelsorgestation zur Verfügung stehen konnte. Dieses Hofbauer-Klementinum besaß auch einen Kindergarten und Veranstaltungsräume und wurde von der Bevölkerung zunehmend nur mehr kurz als Gatterhölzl bezeichnet. In der Folge wurden in der Gegend umfangreiche und schöne städtische Wohnhausanlagen (unter anderem die Siedlung Am Tivoli) im Sinne der Gartenstadt-Bewegung errichtet und die Bevölkerung nahm stark zu. 1935 wurde die Notkirche zur Pfarrkirche erhoben und dem Kapuzinerorden zur Betreuung übergeben. Diese Maßnahme kann auch im Zusammenhang mit der Politik des Ständestaates gesehen werden, verstärkt Kirchen in Arbeiterwohngegenden zu errichten. Es entstand auch ein Kirchenbauverein, denn es war schon damals klar, dass die bestehenden Anlagen auf Dauer nicht genügen würden. 1945 wurden die Nebengebäude der Kirche noch obendrein durch Bomben zerstört.
In der Nachkriegszeit wurde der Naturschutz für den letzten Rest des Waldes im Gatterhölzl aufgehoben und er musste weiteren Bauten weichen. Nach Plänen des Architekten Ladislaus Hruska entstand der Neubau der Kirche von 1955 bis 1959 im Gebiet des zugeschütteten ehemaligen Löschwasserteiches, was später zu statischen Schwierigkeiten führte. Nach dessen Fertigstellung wurde die alte Kirche abgerissen und das Grundstück mit Wohnhäusern verbaut.
Nachfolger der Kapuziner in der Betreuung der Pfarre sind die Prämonstratenser. 2009 wurde in der Pfarre ein Priorat dieses Ordens gegründet, das von der Kanonie Itinga der Stadt Salvador da Bahia im brasilianischen Bundesstaat Bahia aus gegründet wurde, um die Seelsorge in Österreich zu unterstützen (Itinga seinerseits war aus dem Stift Geras gegründet worden). Vier Prämonstratenser bildeten den ersten Konvent.

## Kirchengebäude
Die Kirche ist ein moderner, an orthodoxe Kirchen erinnernder Rundbau, mit einer Kuppel bekrönt und von zwei Glockentürmchen flankiert. Das Baumaterial sind Beton und Ziegeln. In der Mitte des Innenraums befindet sich ein Altar aus grünem Bozener Marmor. Im Kuppelgewölbe ist die hl. Dreifaltigkeit mit 120 Heiligen dargestellt. Farbige Glasfenster von Heinrich Tahedl bestimmen den Gesamteindruck wesentlich mit. An den Wänden befinden sich ein großes Kruzifix und holzgeschnitzte Kreuzwegbilder von Josef Papst.
Die Unterkirche enthält eine Grablege der Kapuziner.
Orgel
In der Kirche wurde 1969 eine Orgel von Philipp Eppel eingebaut. Sie verfügt über 24 Register auf zwei Manualen und Pedal.

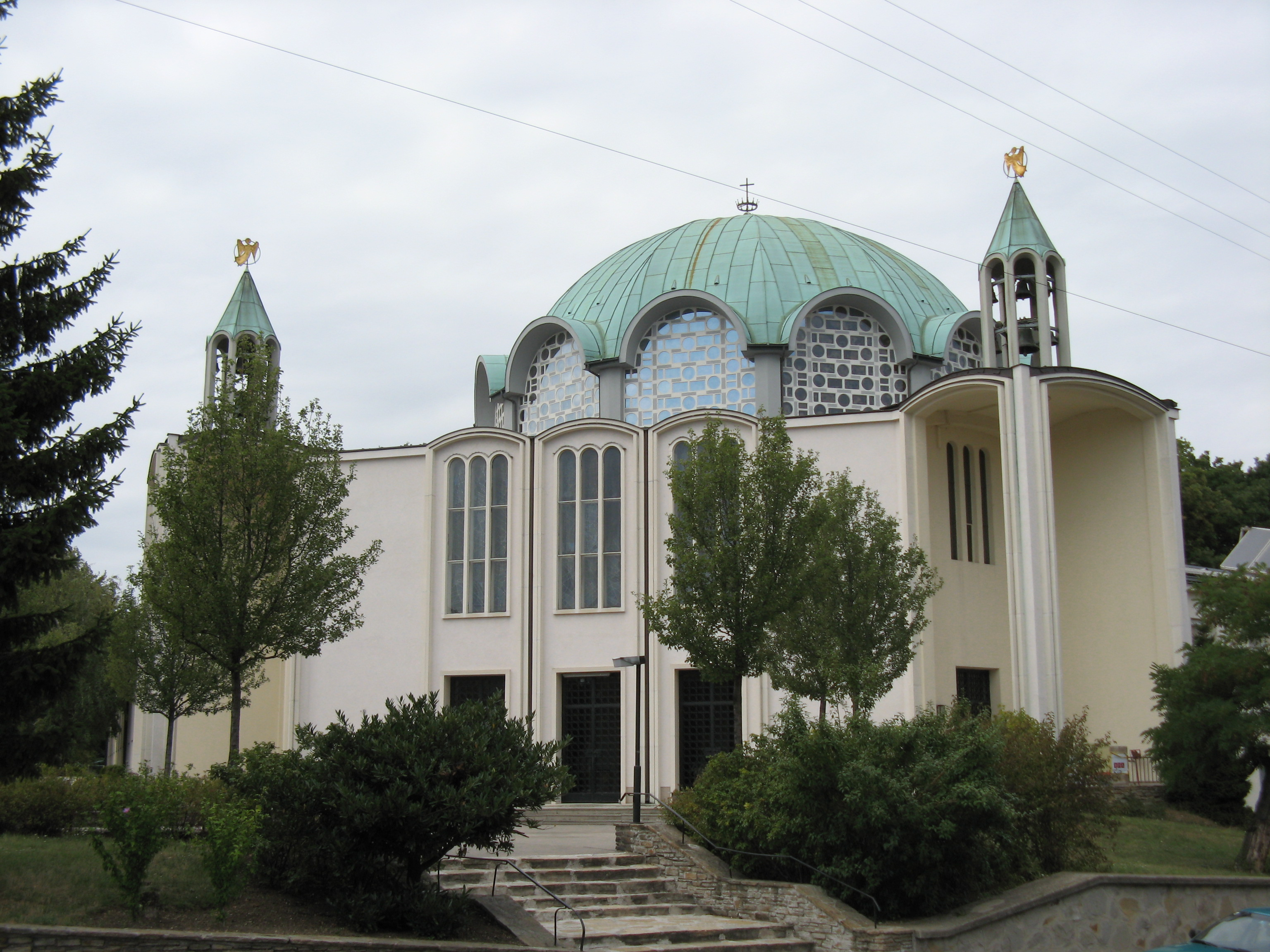
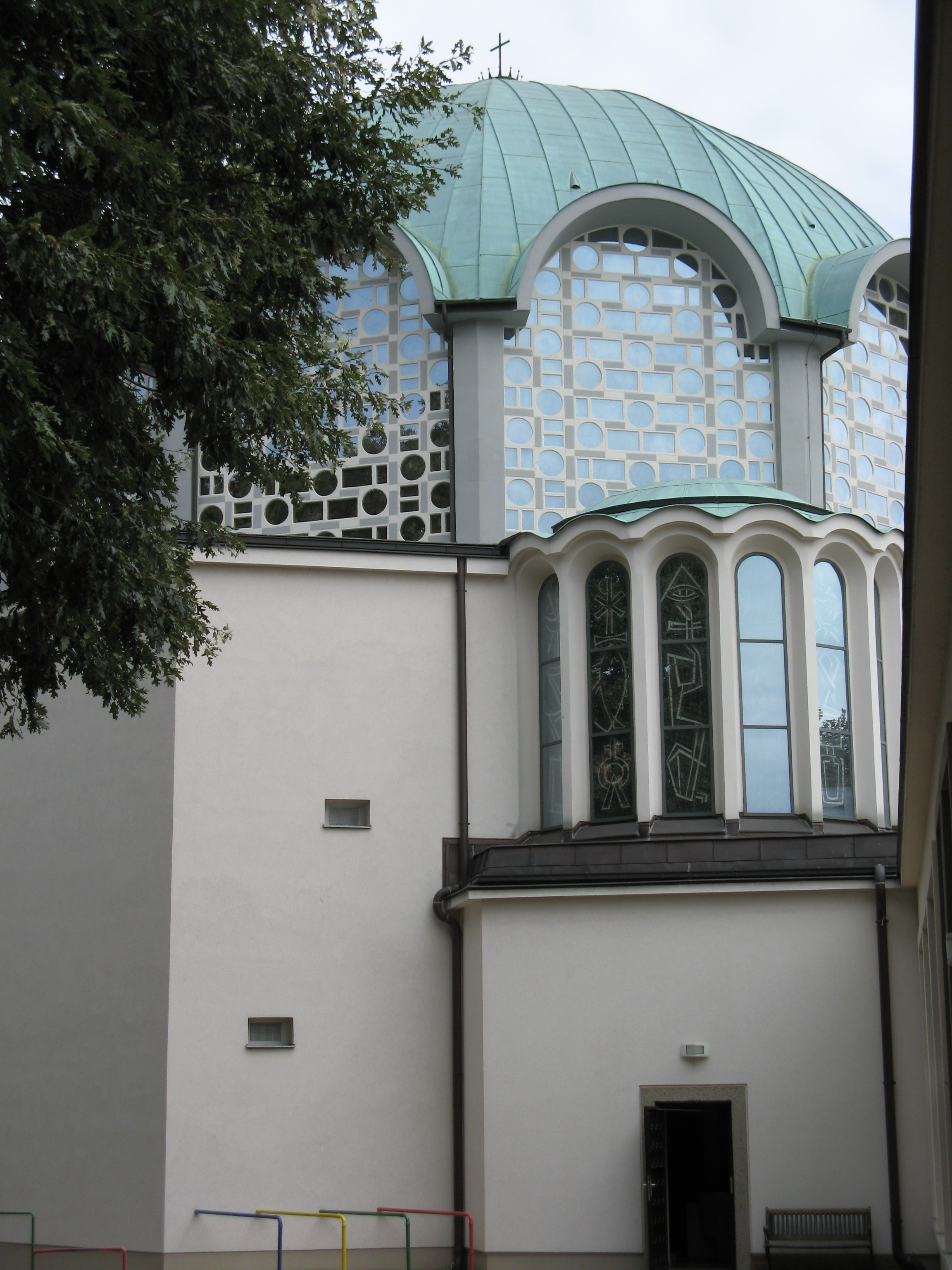
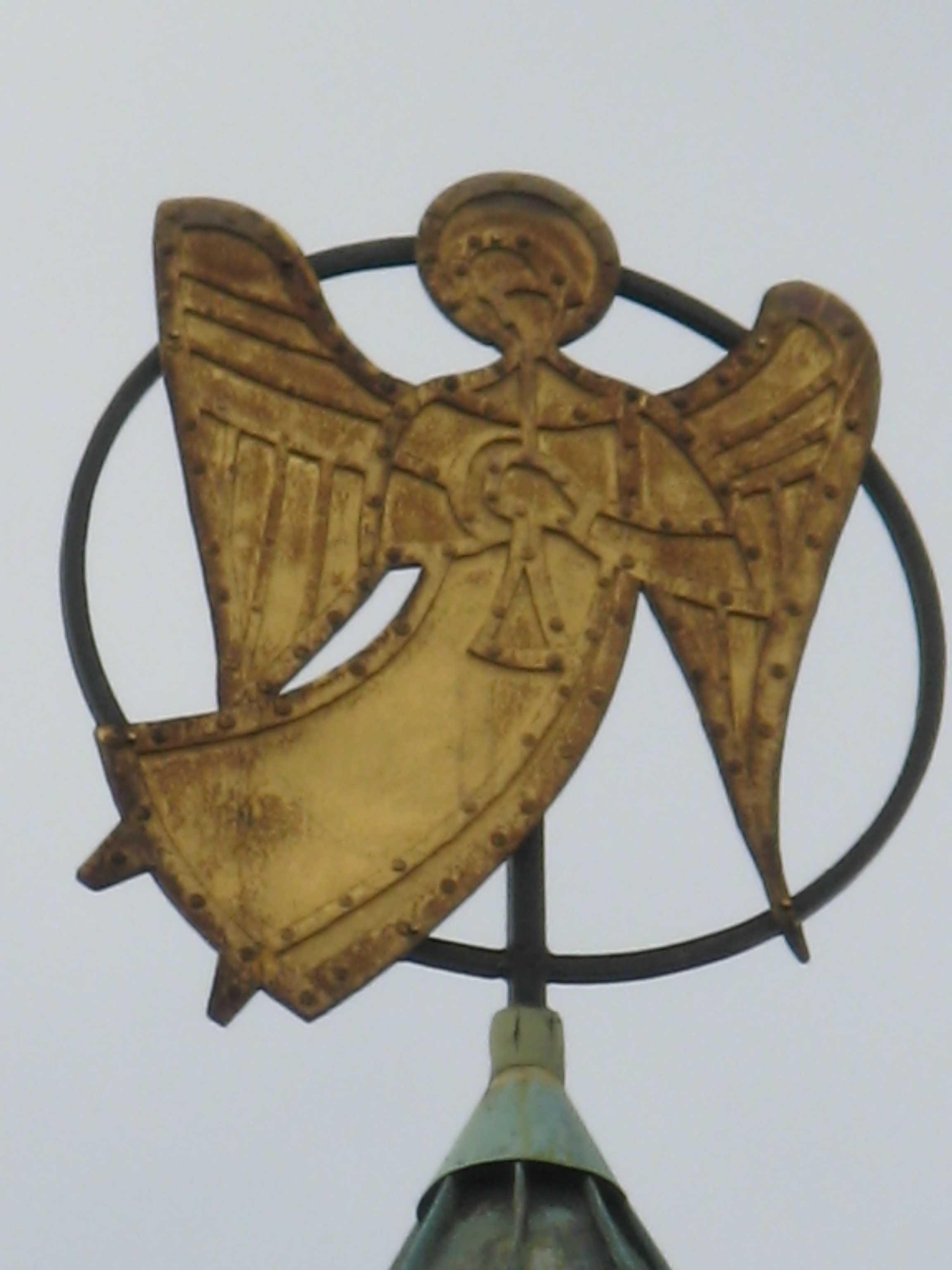
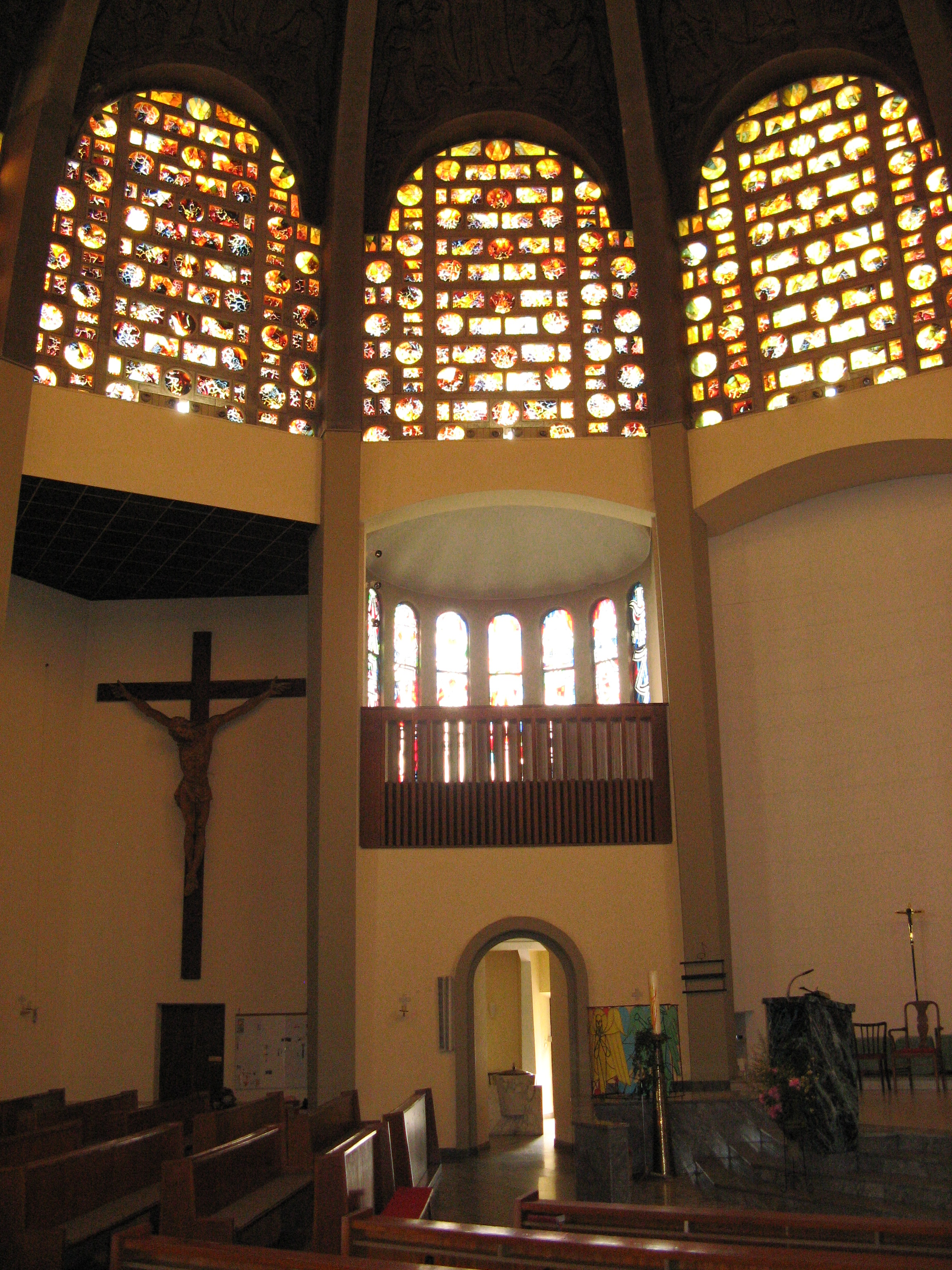
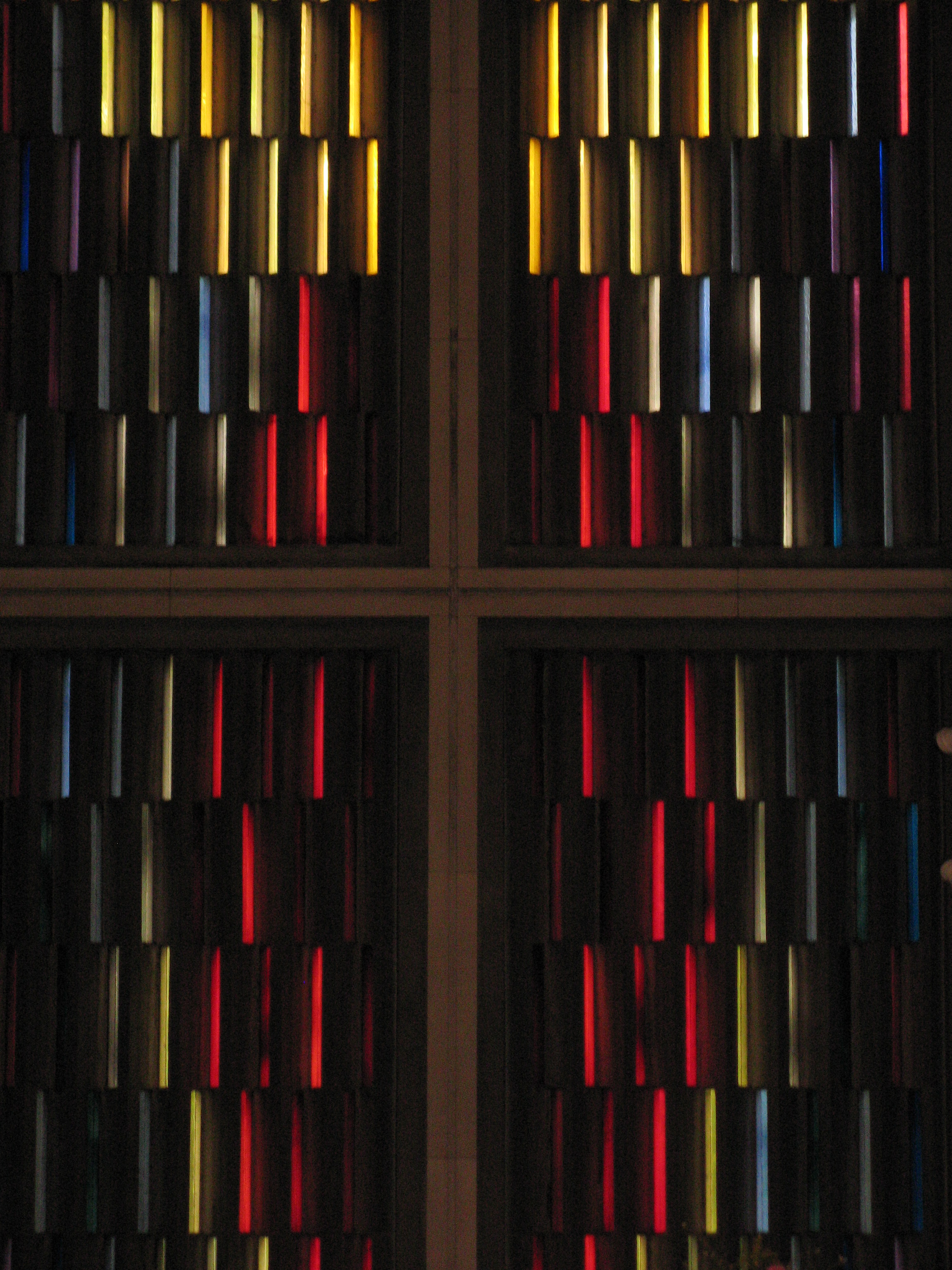
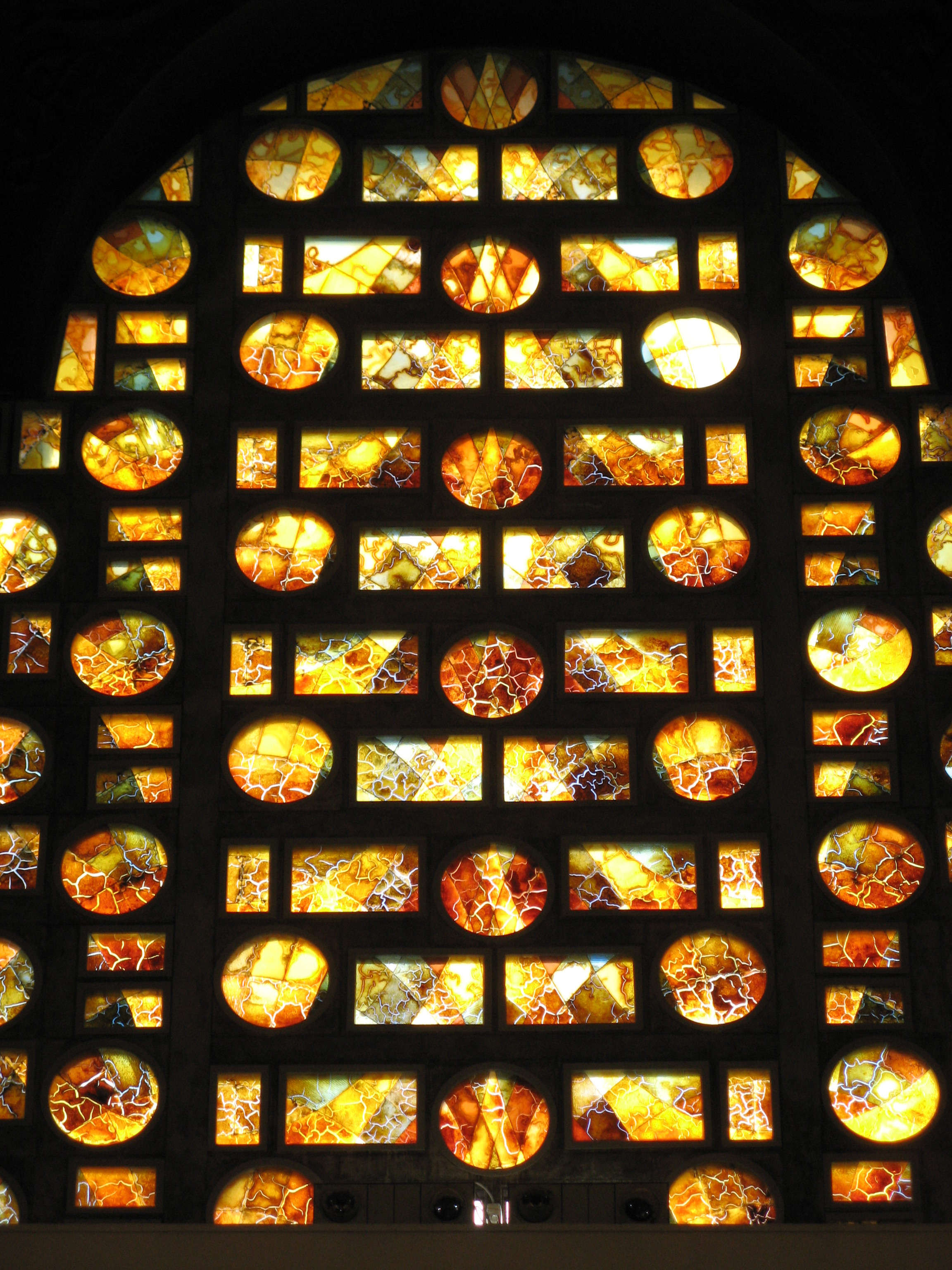

## Moldauer Kreuz und Büste von Fürst Șerban I. Cantacuzino
In unmittelbarer Nähe ⊙ der Kirche, ungefähr beim Standort der alten Notkirche, inmitten der Gemeindesiedlung Am Tivoli befindet sich seit der Zeit der Zweiten Türkenbelagerung 1683 das Moldauer Kreuz, das der walachische Fürst Șerban I. Cantacuzino errichten hat lassen. Er hatte mit einem Hilfsheer an der Türkenbelagerung teilgenommen und das Kreuz dann vor den Türken vergraben. Nach der Belagerung wurde es von den Wienern im Gatterhölzl aufgefunden und in der Nähe in einer Kapelle wieder aufgestellt. 1785 entwendeten Diebe das Kreuz, das daraufhin durch eine Kopie ersetzt wurde. Das Original befindet sich heute in Schloss Geyerau / Dvorec Lisičje in der Gemeinde Škofljica bei Laibach in Slowenien.
1929 stellte man die renovierte Kapelle wieder auf, allerdings etwas gegen die Hohenbergstraße versetzt, da ringsherum Wohnbauten entstanden. Im Krieg schwer beschädigt, wurde sie schließlich 1961 wieder originalgetreu restauriert und geweiht.

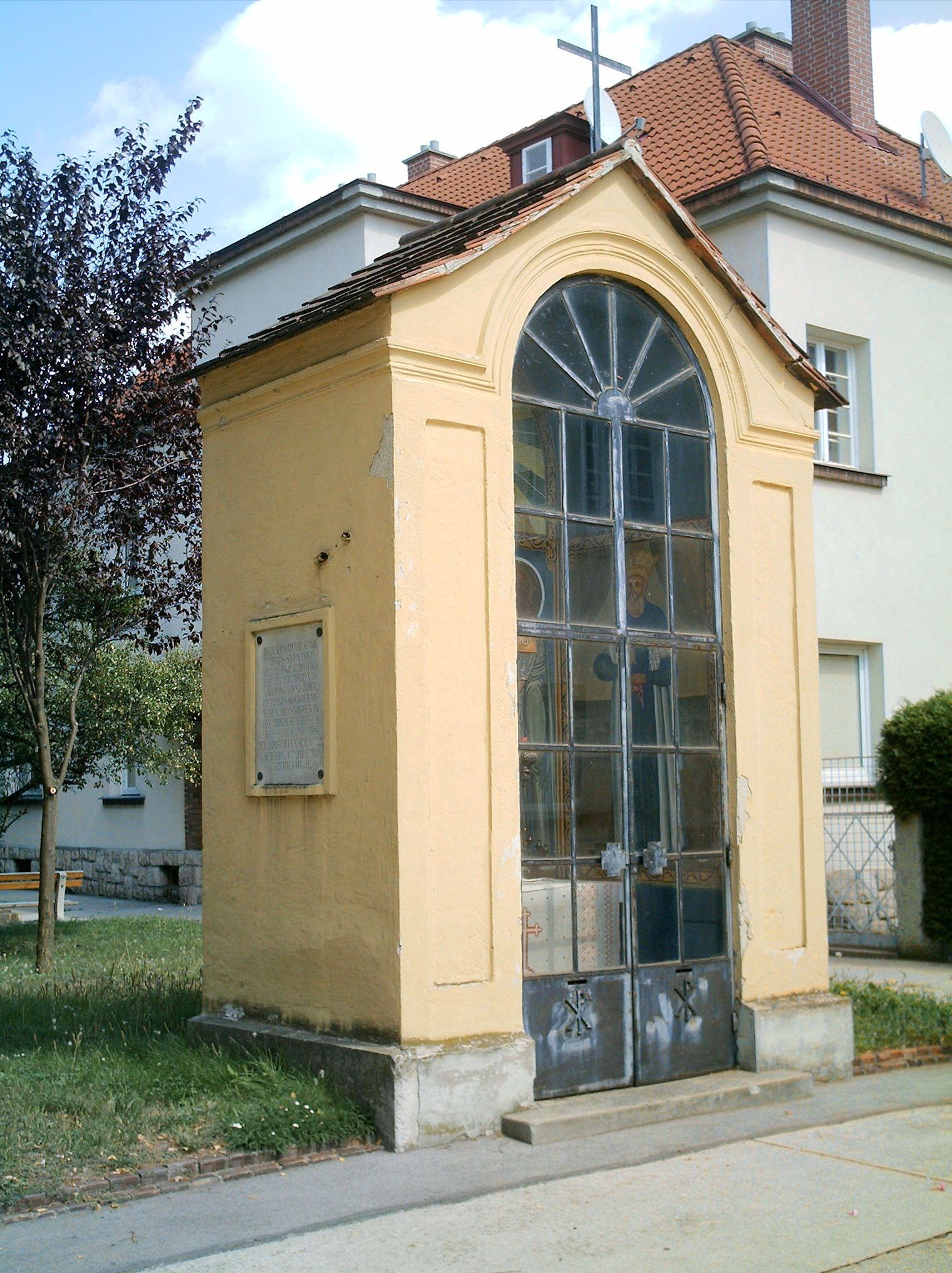
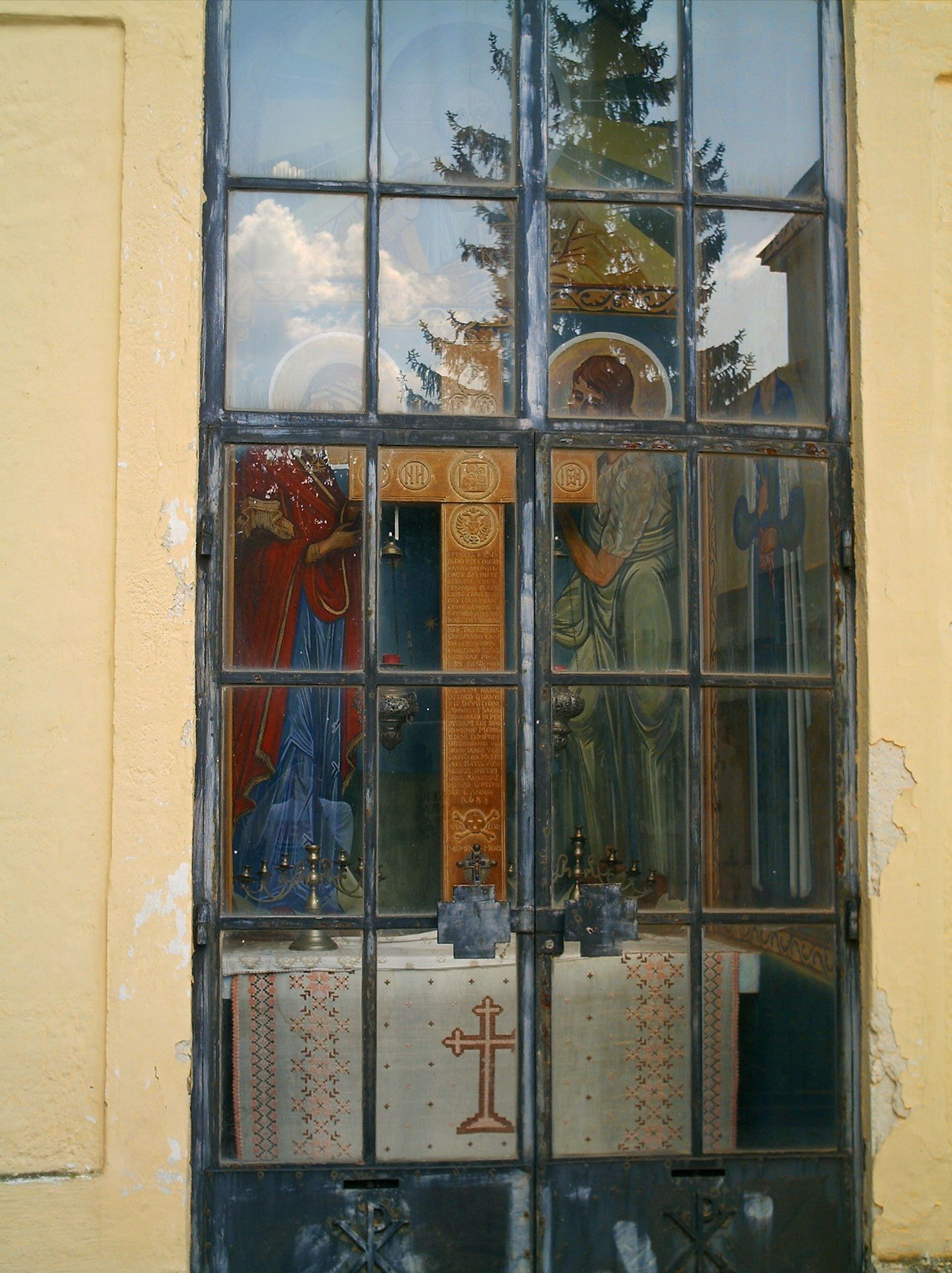
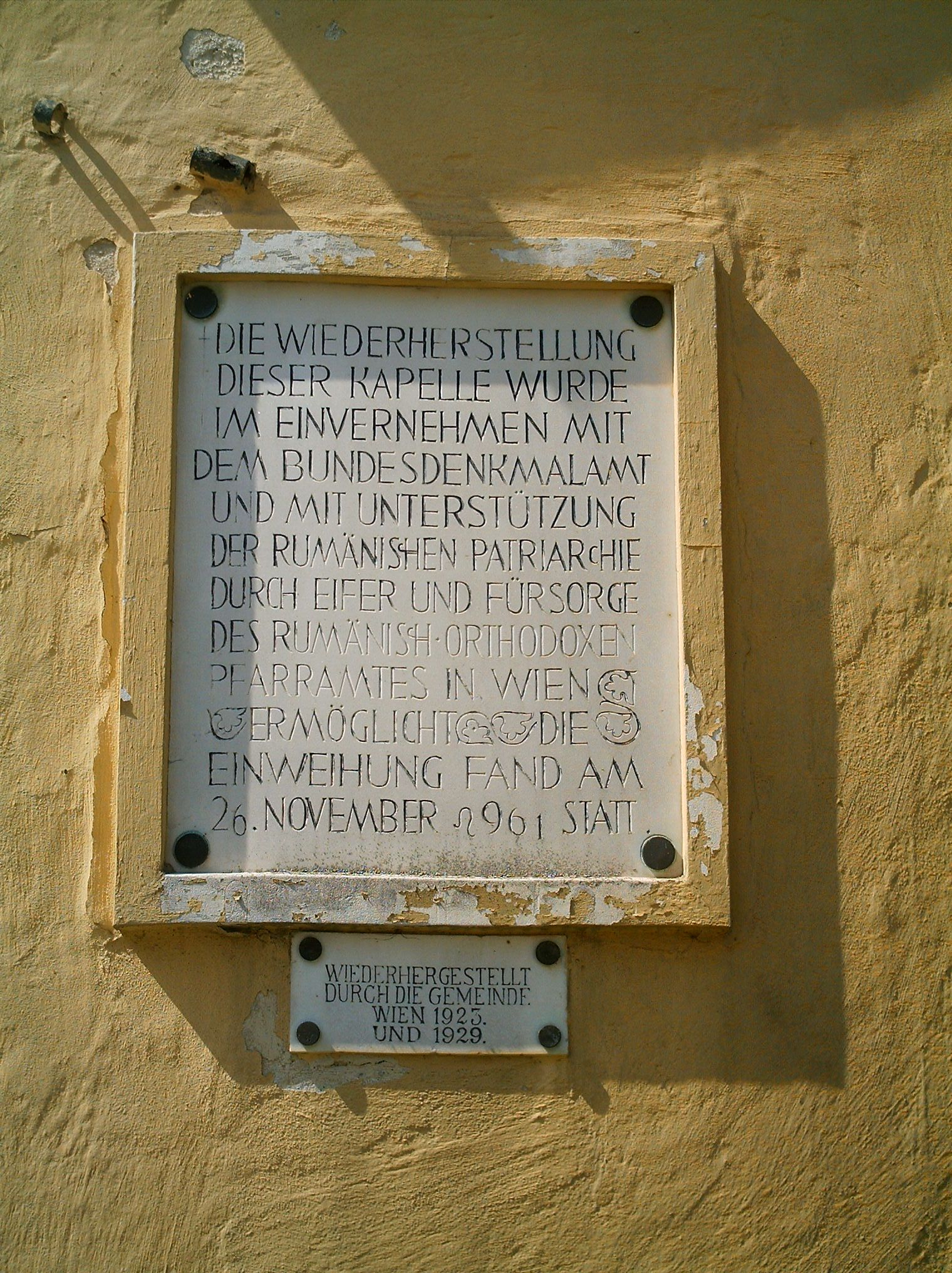

1983 ließ die rumänische Gemeinde in Wien zum dreihundertjährigen Jubiläum der Türkenbelagerung eine Büste von Servan Cantacuzenos gegenüber der Kapelle errichten.

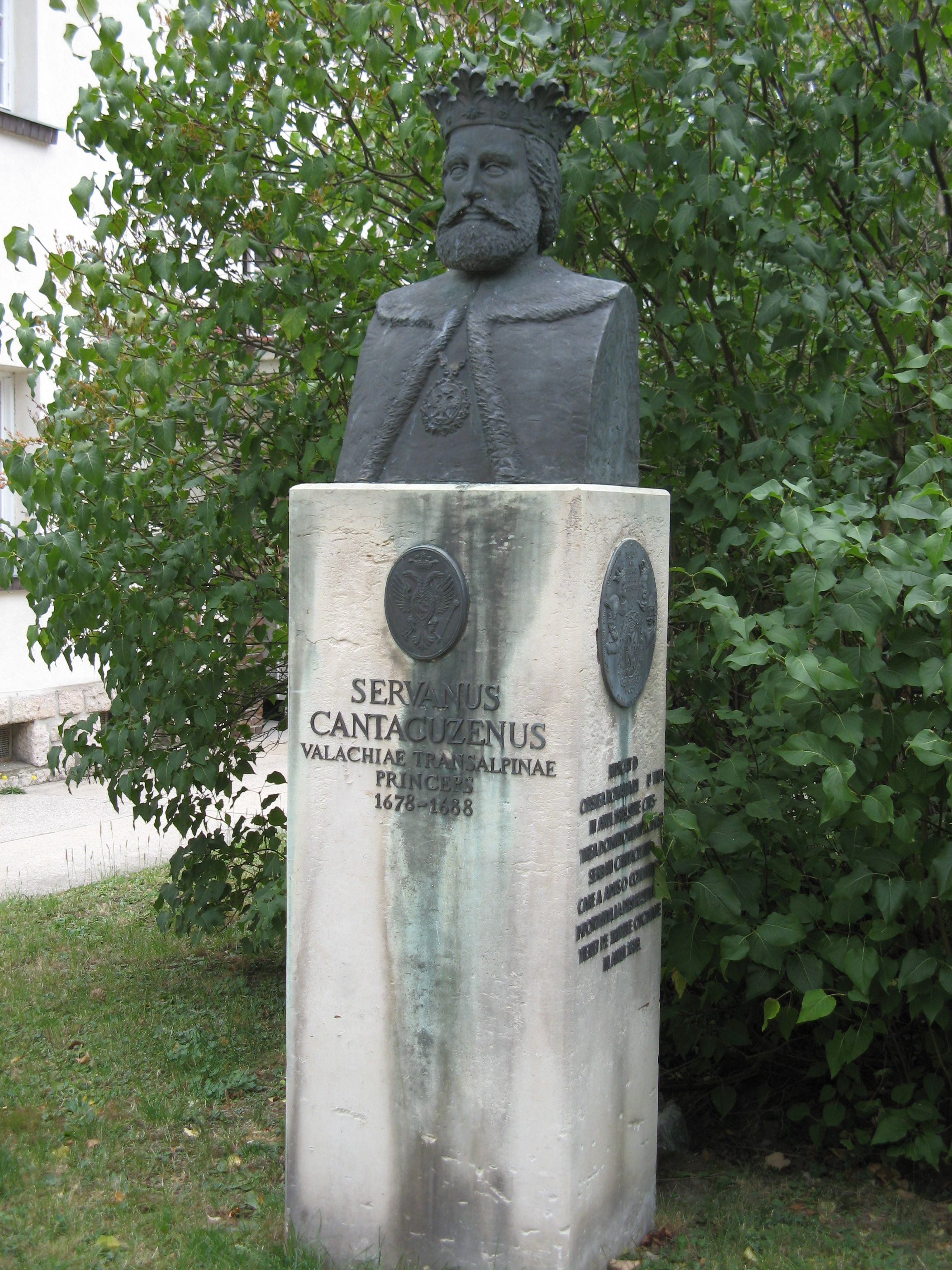
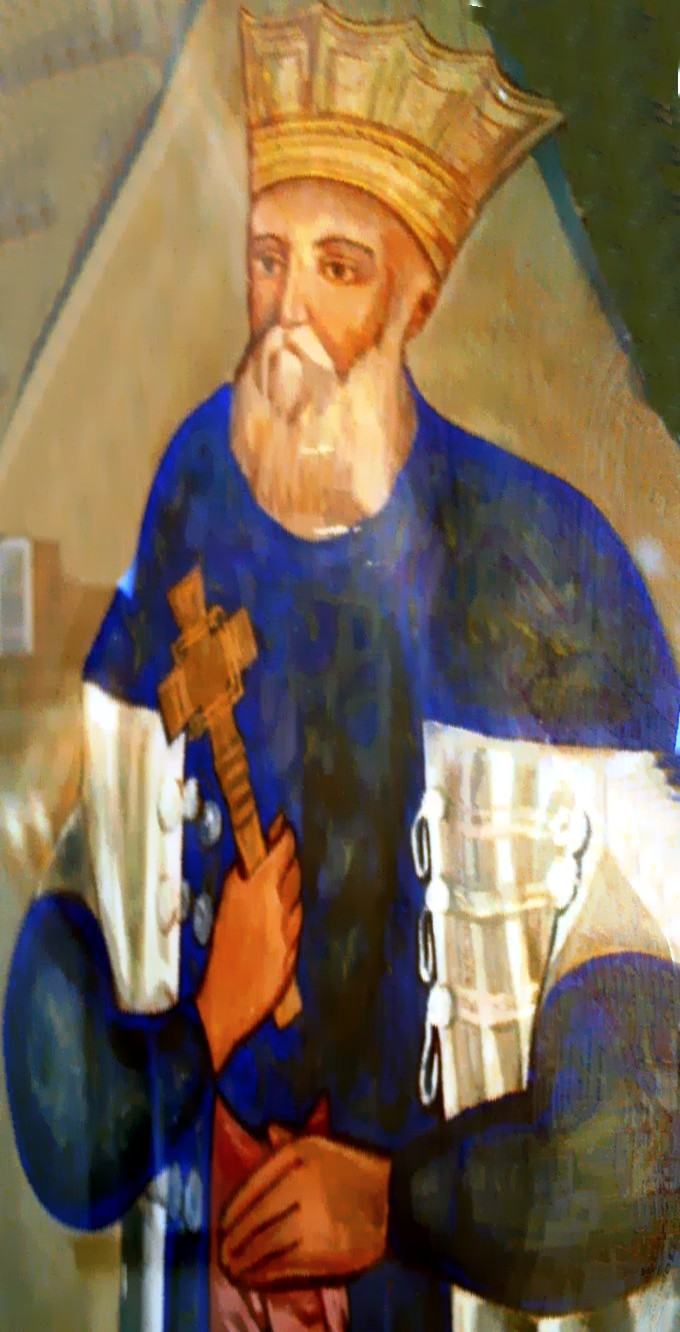
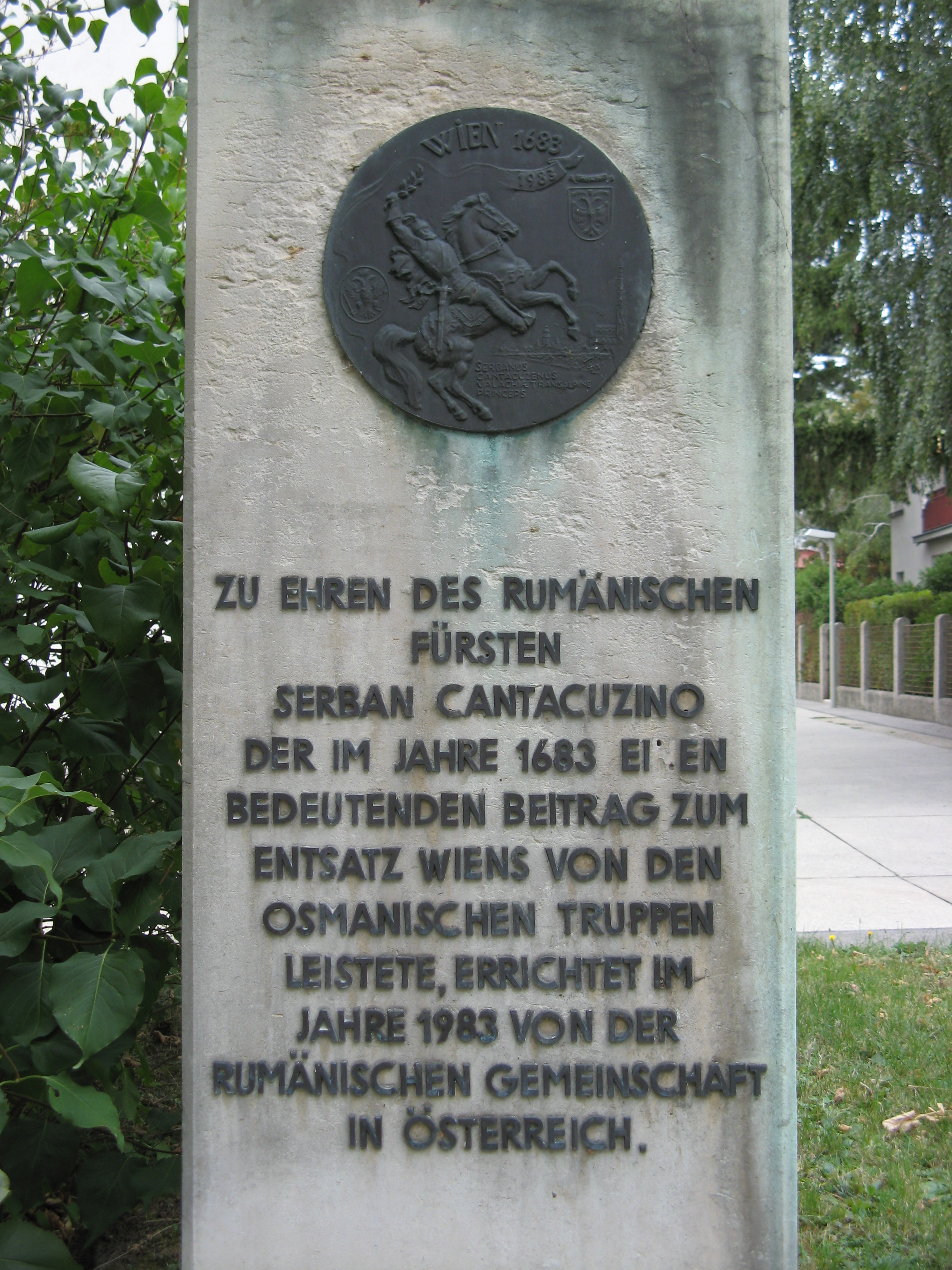